# 함상욱
함상욱(1968~)은 대한민국의 외교관이다.

## 생애
경기도 여주시 출신이며, 대신고등학교 졸업 이후 서울대학교에서 정치학과를 졸업하였다. 외교부 입부 이후 주유엔1등서기관, 주이라크참사관, 북핵정책과장, 주미국참사관, 주아프가니스탄 대사관 공사참사관 등을 역임하였다. 박근혜 정부 시절에는 한미 원자력 협정을 담당하는 원자력·비확산외교기획관에 임명되었으며, 이후 다자외교 조정관을 역임하였다. 
2022년에는 주오스트리아 대한민국 대사관 겸 주빈 국제 기구 대표부 대사로 임명되었다. 2021년부터 2022년까지 IAEA이사회에서 활동하였다. 2024년에는 IAEA 총회 의장직을 수임하게 되었다.
대통령표창, 홍조근정훈장 등을 수상하였다.